# Adelssitz Denkhof
Der abgegangene Adelssitz Denkhof liegt in dem Pfarrdorf Denkhof, heute eine, Gemeindeteil der  niederbayerischen Gemeinde Büchlberg im Landkreis Passau. Das heute von anderen Häusern überbaute Burggelände liegt im Zentrum von Denkhof; zum Burggelände gehört die Pfarrkirche St. Laurentius in Denkhof. Die Anlage wird als Bodendenkmal unter der Aktennummer D-2-7247-0029 im Bayernatlas als „untertägige mittelalterliche und frühneuzeitliche Befunde im Bereich des abgegangenen mittelalterlichen Adelssitzes Denkhof“ geführt.

## Geschichte
Ende des 12. Jahrhunderts erscheint ein hochstiftiger Ministeriale namens Albero, der sich nach Germannsberg (Germuntsberg) nennt. Er ist bis 1220 nachweisbar. Sein grundherrschaftlicher Gerichtsbezirk (= iudicium) untersteht der Hochvogtei des Passauer Bischofs und dürfte als Dienstlehen an den Germannsberger ausgegeben worden sein. Germannsberg erscheint unter den Orten, über die der letzte Griesbacher, Heinrich von Waxenberg, die Hochvogtei ausübte. Der Sitz Germannsperig war der Denkhof. Ende des 14. Jahrhunderts wurden die Urleinsberger nach dem Aussterben der Germannsberger mit dem Ministerialensitz belehnt.  Am 7. Dezember 1400 verkaufte Peter Urleinsberger seinen Sitz Germannsberg an Christian den Watzmannsdorfer zu Leoprechting. Im Verzeichnis der Lehen, die Georg Watzmannsdorf aus der Hand des Bischofs Christoph erhielt, erscheinen auch „Hof und Hofmark zu Germannsberg“. 1553 war Georg Trauner, einer der Erben der Watzmannsdorfer, Besitzer von Germannsberg. Der Adelssitz Denkhof erscheint 1575 in einem Verzeichnis der Hofmarken des Hochstifts Passau als die „Hofmark Germannsberg oder Tenkhof“. Denkhof war demnach Sitz einer Hofmark und die heute noch bestehende Kirche St. Laurentius und Nikolaus war die frühere Burgkapelle des Adelssitzes.

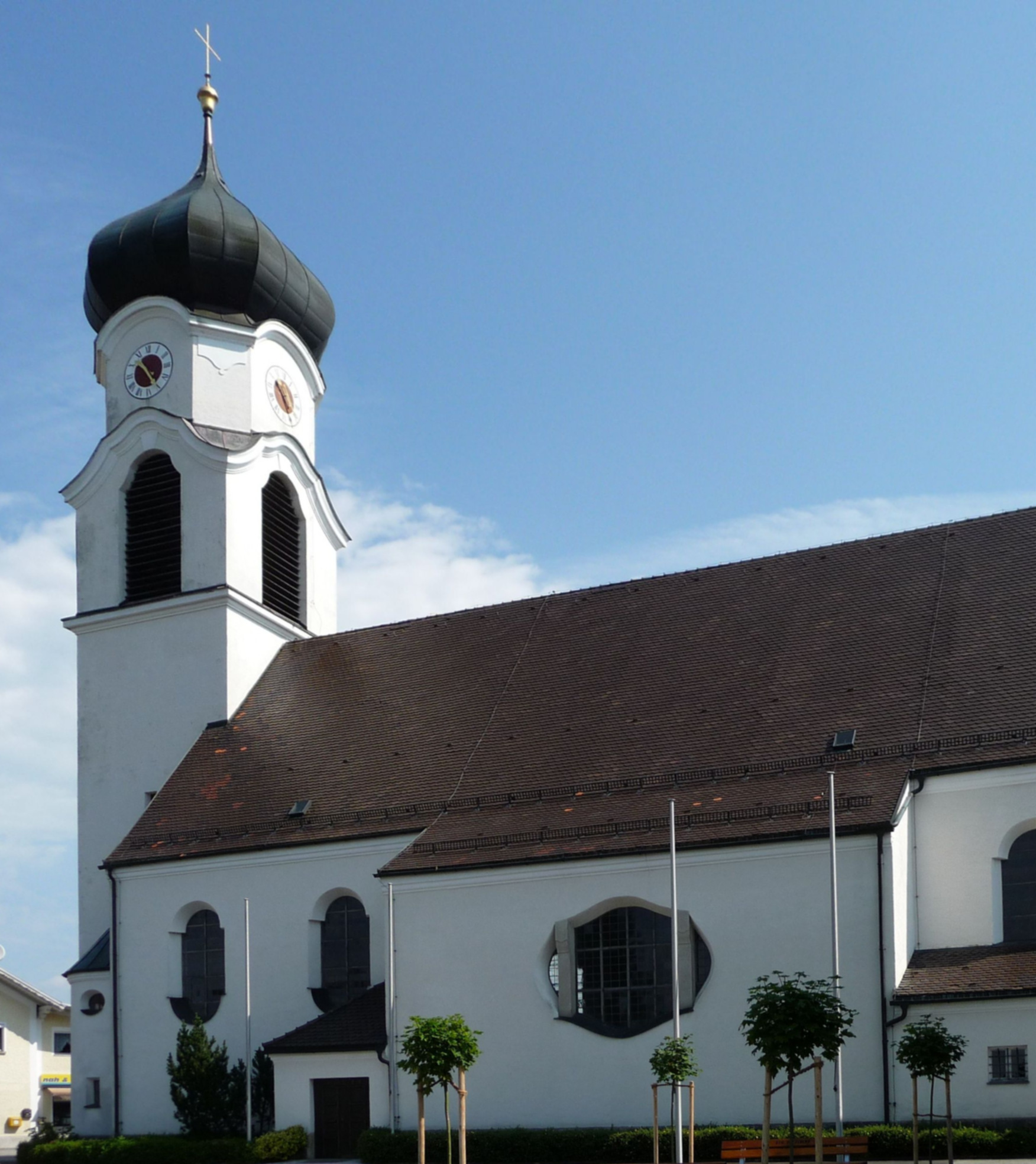
Pfarrkirche St. Laurentius in Denkhof